# Эскаланте, Анибаль
Анибаль Эскаланте Дельюнде (исп. Aníbal Escalante Dellundé; 1909, Орьенте (Куба) — 1977, провинция Гавана) — кубинский коммунистический политик, видный деятель Народно-социалистической партии и Коммунистической партии Кубы. Критиковал политику Фиделя Кастро с ортодоксально-марксистских и просоветских позиций. Арестован по «делу микрофракции», обвинён в заговоре и осуждён на пятнадцать лет заключения. Скончался после досрочного освобождения.

## Легальный коммунист
Родился в состоятельной семье офицера Освободительной армии, участника войны за независимость Кубы и адъютанта Каликсто Гарсии. С юности проникся коммунистическими взглядами. Его младший брат Cecap Эскаланте Дельюнде (1916—1965) также стал видным деятелем коммунистического движения на Кубе. Анибаль вместе с Бласом Рока участвовал в создании Народно-социалистической партии (НСП). Редактировал партийную газету Hoy, в 1948—1952 был депутатом кубинского парламента.
Идеологически Анибаль Эскаланте стоял на ортодоксальных марксистско-ленинских и сталинистских позициях. В то же время при правлении Фульхенсио Батисты Эскаланте, как НСП в целом, принадлежал к легальной оппозиции. В вооружённой борьбе Движения 26 июля не участвовал и не одобрял.

## Соперник Кастро
1 января 1959 Кубинская революция свергла режим Батисты. К власти пришло Движение 26 июля во главе с Фиделем Кастро. Началась унификация политической системы, формирование структур коммунистического государства, постепенное сближение с СССР, резко ускорившееся с 1961. Анибаль Эскаланте был привлечён в активную политику, стал секретарём Объединённых революционных организаций — коалиции во главе с Движением 26 июля и НСП, на основе которой создавалась Коммунистическая партия Кубы (КПК). На том этапе Эскаланте был сторонником Кастро и впоследствии критиковался за «непродуманное решение НСП о поддержке Фиделя».
Несколько месяцев Эскаланте обладал большим политическим влиянием. Он контролировал политико-управленческий аппарат, пытался руководить МВД и Революционными вооружёнными силами. Рассматривался как потенциальный соперник Кастро. Политическое усиление Эскаланте означало нарастание сталинистских тенденций режима.
22 марта 1962 Анибаль Эскаланте был снят с секретарской должности. Кастро обвинил его в «сектантстве», «оторванности от масс», «личных амбициях» и «создании привилегированных условий для своей группы». Эти обвинения имели определённые основания. Эскаланте был сторонником партократической модели КПСС и восточноевропейских компартий (особенно КПЧ), тогда как Кастро в то время использовал арсенал латиноамериканского левого национализма и популизма. Эскаланте был направлен в двухлетнюю командировку в ЧССР и СССР.

## Лидер просоветской группы
Вернувшись на Кубу, Анибаль Эскаланте вновь включился в политику в качестве деятеля КПК. Он по-прежнему выражал недовольство политикой Кастро, считая её недостаточно марксистской и недостаточно ориентированной на Советский Союз. Эскаланте возглавил группу единомышленников из числа ветеранов НСП и установил прямые связи с посольством СССР. Его основным политическим партнёром был советник КГБ при МВД Кубы Рудольф Шляпников.
В руководстве СССР существовало недовольство эксцентричностью и амбициозностью Кастро. Группа Эскаланте с её подчёркнуто просоветской ориентацией представлялась более надёжной и предсказуемой. Эскаланте и его сторонники выработали собственную политическую платформу. С одной стороны, они требовали копирования советской модели внутри страны и неукоснительного следования в фарватере СССР на международной арене. С другой — возражали против культа личности Кастро, милитаризации, поддержки партизанских движений в Латинской Америке и Африке; предлагали более умеренную внешнюю политику, внутрипартийные дискуссии, социальную ориентацию экономики. В целом же позиция группы была довольно эклектичной, поскольку в ней состояли как сталинисты и маоисты (типа Франсиско Кальчинеса Гордильо, к которым Эскаланте был ближе, и Хосе Матара Франье), так и сторонники Хрущёвской оттепели (типа Рикардо Бофиля Пахеса и Феликса Флейтаса Посады). Их оппозиция Кастро основывалась не столько на доктринальных разногласиях, сколько на личном и групповом соперничестве.
«Фракционеры Эскаланте» критиковали Кастро и его группу за «мелкобуржуазный авантюризм» и даже обвиняли в намерении отказаться от альянса с СССР и заключить с союз Францией генерала де Голля. Также они осуждали амбициозные производственные планы правительства, ожидая от них быстрого экономического коллапса. Такого рода разговоры велись в частном порядке дома у Эскаланте, а также на встречах с Шляпниковым.

## Арест, заключение, смерть
Кубинские органы госбезопасности под руководством Мануэля Пиньейро оперативно отреагировали на происходящее. Рудольф Шляпников по кубинского правительства был отозван в Москву (там он написал отчёт, в котором отмечал массовое недовольство политикой Кастро и угрозу «второй Венгрии»). Официальные лица Кубы выразили недовольство советским вмешательством в кубинские внутренние дела. 1 октября 1967 Анибаль Эскаланте и около сорока его единомышленников были арестованы по «делу о микрофракции». 
Под диктовку следователей Эскаланте поторопился выступить с самокритикой в партийной газете Гранма и «разоружиться перед партией» в личном письме Фиделю Кастро. Однако уже было принято политическое решение о репрессиях. Следствие велось довольно жёсткими методами. Трое, по официальной версии, покончили с собой. Несколько человек, как Феликс Флейтас, заняли твёрдую позицию, отказавшись подписывать ложные показания. Но остальные подследственные признались в «контрреволюционном заговоре» и назвали Эскаланте главарём. В январе 1968 революционный трибунал приговорил обвиняемых к различным срокам заключения — от 2 до 12 лет, Анибаля Эскаланте — к 15 годам. Пленум ЦК КПК характеризовал «микрофракцию» как враждебную группировку.
Полного срока Эскаланте не отбывал. О его освобождении в 1971 официально не сообщалось, но известно, что оно состоялось перед визитом Кастро в Чили по просьбе чилийских коммунистов. Несколько лет он прожил в Праге, затем вернулся на Кубу и жил частной жизнью на сельской ферме, изолированный от всякой публичности. Официальная информация о смерти 67-летнего Анибаля Эскаланте появилось 11 августа 1977. Говорилось, что он умер в своём доме в селении Нуэва-Пас (провинция Гавана) «после тяжёлой болезни».
Репрессивное устранение Анибаля Эскаланте и всей «микрофракции» парадоксальным образом ускорило переход КПК на предлагаемые ими позиции. В политической системе Кубы закрепились сталинистские черты, внешняя политика стала полностью лояльна СССР.